# Białężyce
Białężyce (prononciation : [bjawɛ̃ˈʐɨt͡sɛ], en allemand : Bilsenau) est un village polonais de la gmina de Września dans le powiat de Września de la voïvodie de Grande-Pologne dans le centre-ouest de la Pologne.
Il se situe à environ 2 kilomètres au sud-ouest de Września (siège de la gmina et du powiat) et à 43 kilomètres à l'est de Poznań (capitale régionale).
Le village possédait une population de 360 habitants en 2006.

## Histoire
De 1975 à 1998, le village faisait partie du territoire de la voïvodie de Poznań.

Depuis 1999, Białężyce est situé dans la voïvodie de Grande-Pologne.